# هدایت‌الله پالیزی
هدایت‌الله خان رفعت‌السلطنه (۱۲۷۸ کرمانشاه - ۱۳۴۴ تهران) با نام خانوادگی پالیزی از مالکان عمده کرمانشاه و نماینده شش دوره مردم کرمانشاه در مجلس شورای ملی و سه دوره مجلس سنا بود.
پدرش حاج عبدالرحیم، پدر بزرگش حاج حسن آقا و پدرجدش حاج اسماعیل همگی وکیل‌الدوله لقب داشتند. وکیل‌الدوله‌ها نمایندگان تجاری بودند که انگلیسیها در شهرهای ایران که در آنها فعالیت تجاری داشتند می‌گماردند. پدربزرگش حاج حسن آقا را انگلیسی‌ها از بغداد به کرمانشاه آوردند و او چنان در کار خود موفق شد که توانست یکصد روستا بخرد و شش کاروانسرا بسازد و باغ و عمارت دلگشا را که متعلق به محمدعلی میرزا دولتشاه بود، برای خود بخرد. حاج حسن آقا علاوه بر وکیل‌الدوله، خان بهادر نیز لقب داشت و ناصرالدین شاه به او لقب معتمدالسلطان داد.
هدایت‌الله خان تحصیلات خود را نزد معلمان سرخانه در حد متعارف زمان به انجام رساند؛ و مطابق معمول زمان در حد متعارف تحصیلاتی نمود. از احمد شاه قاجار لقب رفعت‌السلطنه گرفت. پس از خلع قاجاریه این خانواده که تبعهٔ عثمانی (ترکیه) بودند ولی املاک وسیع آنها در ایران بود، به تابعیت ایران درآمدند و چون قسمتی از املاک خود را به رضاشاه بخشیدند، مورد توجه قرار گرفتند.

## فعالیت‌های سیاسی
برادر بزرگترش عطاءالله در دوره‌های ششم و هفتم نماینده کرمانشاه شد و خودش نیز در دوره دهم بر کرسی کرمانشاه در مجلس شورای ملی نشست و تا دوره شانزدهم (بجز دوره چهاردهم) این کرسی را حفظ کرد. هر دو برادر داماد علی خان اعظم زنگنه (امیر کل) از خوانین ایل زنگنه بودند و هر دو در کنار پدر همسر خود در مجلس شورای ملی حضور داشتند.
پالیزی در اسفند ۱۳۳۳ به جای سردار معظم آصف‌وزیری که بتازگی درگذشته بود، به نمایندگی از کردستان و کرمانشاه به مجلس سنا رفت (دوره دوم). در دوره بعد نیز این کرسی را حفظ کرد.